# Thomas L. Moran
Thomas L. Moran (...) è un produttore televisivo e regista statunitense.
Fra i suoi lavori più noti si può citare la serie televisiva statunitense Dr. House - Medical Division. 

## Premi
È stato candidato varie volte per degli Emmy e per dei PGA Awards:

### Emmy
- Nel 2008 una nomination come produttore esecutivo di Dr. House - Medical Division
- Nel 2007 una nomination come produttore esecutivo di Dr. House - Medical Division
- Nel 2006 una nomination come produttore esecutivo di Dr. House - Medical Division

### Edgar Allan Poe Awards
- Nel 2007 una nomination come sceneggiatore del migliore episodio (Senza traccia) per la serie televisiva Dr. House - Medical Division

## Filmografia

### Produttore
- In tribunale con Lynn (1999)
- JAG - Avvocati in divisa (2003)
- NCIS - Unità anticrimine (12 episodi, 2004)
- Dr. House - Medical Division (102 episodi, 2005-2007 come produttore esecutivo, co-produttore esecutivo o produttore supervisore)

### Sceneggiatore
- In tribunale con Lynn (10 episodi, 1999-2002)
- JAG - Avvocati in divisa (2 episodi, 2003-2004)
- NCIS - Unità anticrimine (1 episodio, 2004)
- Dr. House - Medical Division (11 episodi, 2004-2009)